# Station Gniewskie Pole Działki
Station Gniewskie Pole Działki is een spoorwegstation in de Poolse plaats Gniewskie Pole.